# Systegium abbreviatum
Systegium abbreviatum là một loài rêu trong họ Pottiaceae. Loài này được Thwaites & Mitt. mô tả khoa học đầu tiên năm 1873.